# Station Banjar
Station Banjar is een  spoorwegstation in Banjar in de Indonesische provincie West-Java.

## Bestemmingen
- Argo Wilis naar Station Bandung en Station Surabaya Gubeng
- Turangga naar Station Bandung en Station Surabaya Gubeng
- Malabar naar Station Bandung en Station Malang
- Lodaya naar Station Bandung en Station Solo Balapan
- Mutiara Selatan naar Station Bandung en Station Surabaya Gubeng
- Kahuripan naar Station Padalarang en Station Kediri
- Kutojaya Selatan naar Station Kiaracondong en Station Kutoarjo
- Pasundan naar Station Kiaracondong en Station Surabaya Gubeng
- Serayu naar Station Jakarta Kota en Station Kroya